# 6579 Benedix
6579 Benedix este un asteroid din centura principală, descoperit pe 2 martie 1981, de Schelte Bus.